# Ny Leidersdorff
 Der er for få eller ingen kildehenvisninger i denne artikel, hvilket er et problem. Du kan hjælpe ved at angive troværdige kilder til de påstande, som fremføres i artiklen.

Ny Leidersdorff er en ejendom i Hillerød på hjørnet af Slotsgade og Slangerupgade.
Ejendommen, der omfatter Slotsgade 61 samt Slangerupgade 2 og 4, husede i perioden 1878-1975 Hotel Leidersdorff. Hotellet, der i mange år var Hillerøds førende[kilde mangler], var ejet af Aksel Valdemar Leidersdorff.
Hotellet brændte første gang i 1931, hvorefter det blev genopført i en mere moderne stil. Endnu i 1970 kunne man spise på restaurant i bygningen. Siden fulgte en periode med diskotek og bilhus. Ejendommen brændte igen i 1975 og i 1978 blev bygningen gennemgribende ombygget efter Axel Pitzners overtagelse[kilde mangler], hvorved der ikke blev meget synligt tilbage fra gammel tid bortset fra delen i Slotsgade 61. Fra 1978 har ejendommen huset ejerlejligheder og forretninger.

## Tiden før Ny Leidersdorff blev opført
i 1694 gav Christian 4. Frederik Asmussen bestalling som kongelig blytækker ved Frederiksborg. Asmussen fik lov til 1698-99 at opføre Blytækkergaarden på en ødeplads uden for slottet, som var stedet, hvor Ny Leidersdorff ligger i dag. 1713 flyttede Asmussen fra Blytækkergaarden og solgte gård og plads til tobaksspinder Jacob Abel, hvorefter gården blev kaldt Tobaksgaarden. 1724 fik Jacob Abel borgerskab, hvorefter han drev et gæstgiveri på stedet. Jacob Abel døde i 1763. Sønnen Martin Abel overtog gæstgiveriet og gennem en del år var der også en brandtankstationsforretning på stedet, der i 1832 stadig var i familien Abels eje. Martin Abels søn, der som sin bedstefar hed Jacob Abel, overtog og drev gæstgivergården videre og fik borgerskab som gæstgiver i 1835. Efter Jacob Abels død i 1869 solgte enken Augusta Julie Conradine Abel stedet til gæstgiver Aksel Valdemar Leidersdorff for 41.000 kroner.
55°55′58.97″N 12°17′53.5″Ø / 55.9330472°N 12.298194°Ø